# Gran Premi d'Itàlia del 2021
El Gran Premi d'Itàlia de Fórmula 1, la catorzena cursa de la temporada 2021 es disputà al Circuit de Monza, a Monza entre els dies 10 a 12 de setembre de 2021.

## Qualificació
La qualificació per la cursa classificatòria es va celebrar el dia 10 de setembre.
| Pos                 | No | Pilot              | Constructor           | Part 1   | Part 2   | Part 3   | Sortida |
| ------------------- | -- | ------------------ | --------------------- | -------- | -------- | -------- | ------- |
| 1                   | 77 | Valtteri Bottas    | Mercedes              | 1:20.685 | 1:20.032 | 1:19.555 | 1       |
| 2                   | 44 | Lewis Hamilton     | Mercedes              | 1:20.543 | 1:19.936 | 1:19.651 | 2       |
| 3                   | 33 | Max Verstappen     | Red Bull-Honda        | 1:21.035 | 1:20.229 | 1:19.966 | 3       |
| 4                   | 4  | Lando Norris       | McLaren-Mercedes      | 1:20.916 | 1:20.059 | 1:19.989 | 4       |
| 5                   | 3  | Daniel Ricciardo   | McLaren-Mercedes      | 1:21.292 | 1:20.435 | 1:19.995 | 5       |
| 6                   | 10 | Pierre Gasly       | AlphaTauri-Honda      | 1:21.440 | 1:20.556 | 1:20.260 | 6       |
| 7                   | 55 | Carlos Sainz Jr.   | Ferrari               | 1:21.118 | 1:20.750 | 1:20.462 | 7       |
| 8                   | 16 | Charles Leclerc    | Ferrari               | 1:21.219 | 1:20.767 | 1:20.510 | 8       |
| 9                   | 11 | Sergio Pérez       | Red Bull-Honda        | 1:21.308 | 1:20.882 | 1:20.611 | 9       |
| 10                  | 99 | Antonio Giovinazzi | Alfa Romeo-Ferrari    | 1:21.197 | 1:20.726 | 1:20.808 | 10      |
| 11                  | 5  | Sebastian Vettel   | Aston Martin-Mercedes | 1:21.394 | 1:20.913 |          | 11      |
| 12                  | 18 | Lance Stroll       | Aston Martin-Mercedes | 1:21.415 | 1:21.020 |          | 12      |
| 13                  | 14 | Fernando Alonso    | Alpine-Renault        | 1:21.487 | 1:21.069 |          | 13      |
| 14                  | 31 | Esteban Ocon       | Alpine-Renault        | 1:21.500 | 1:21.103 |          | 14      |
| 15                  | 63 | George Russell     | Williams-Mercedes     | 1:21.890 | 1:21.392 |          | 15      |
| 16                  | 6  | Nicholas Latifi    | Williams-Mercedes     | 1:21.925 |          |          | 16      |
| 17                  | 22 | Yuki Tsunoda       | AlphaTauri-Honda      | 1:21.973 |          |          | 17      |
| 18                  | 47 | Mick Schumacher    | Haas-Ferrari          | 1:22.248 |          |          | 18      |
| 19                  | 88 | Robert Kubica      | Alfa Romeo-Ferrari    | 1:22.530 |          |          | 19      |
| 20                  | 9  | Nikita Mazepin     | Haas-Ferrari          | 1:22.716 |          |          | 20      |
| 107% Temps:1:26.181 |    |                    |                       |          |          |          |         |
| Font:               |    |                    |                       |          |          |          |         |

## Cursa classificatória
La cursa classificatória será en el dia 11 de setembre.
| Pos   | No | Pilot              | Constructor           | Voltes | Temps / Retirada | Pos.Sortida | Punts |
| ----- | -- | ------------------ | --------------------- | ------ | ---------------- | ----------- | ----- |
| 1     | 77 | Valtteri Bottas    | Mercedes              | 18     | 27:54.078        | 1           | 3     |
| 2     | 33 | Max Verstappen     | Red Bull-Honda        | 18     | +2.325           | 3           | 2     |
| 3     | 3  | Daniel Ricciardo   | McLaren-Mercedes      | 18     | +14.534          | 5           | 1     |
| 4     | 4  | Lando Norris       | McLaren-Mercedes      | 18     | +18.835          | 4           |       |
| 5     | 44 | Lewis Hamilton     | Mercedes              | 18     | +20.011          | 2           |       |
| 6     | 16 | Charles Leclerc    | Ferrari               | 18     | +23.442          | 8           |       |
| 7     | 55 | Carlos Sainz Jr.   | Ferrari               | 18     | +27.952          | 7           |       |
| 8     | 99 | Antonio Giovinazzi | Alfa Romeo-Ferrari    | 18     | +31.089          | 10          |       |
| 9     | 11 | Sergio Pérez       | Red Bull-Honda        | 18     | +31.680          | 9           |       |
| 10    | 18 | Lance Stroll       | Aston Martin-Mercedes | 18     | +38.671          | 12          |       |
| 11    | 14 | Fernando Alonso    | Alpine-Renault        | 18     | +39.795          | 13          |       |
| 12    | 5  | Sebastian Vettel   | Aston Martin-Mercedes | 18     | +41.177          | 11          |       |
| 13    | 31 | Esteban Ocon       | Alpine-Renault        | 18     | +43.373          | 14          |       |
| 14    | 6  | Nicholas Latifi    | Williams-Mercedes     | 18     | +45.977          | 16          |       |
| 15    | 63 | George Russell     | Williams-Mercedes     | 18     | +46.821          | 15          |       |
| 16    | 22 | Yuki Tsunoda       | AlphaTauri-Honda      | 18     | +49.977          | 17          |       |
| 17    | 9  | Nikita Mazepin     | Haas-Ferrari          | 18     | +1:02.599        | 20          |       |
| 18    | 88 | Robert Kubica      | Alfa Romeo-Ferrari    | 18     | +1:05.096        | 19          |       |
| 19    | 47 | Mick Schumacher    | Haas-Ferrari          | 18     | +1:06.154        | 18          |       |
| 20    | 10 | Pierre Gasly       | AlphaTauri-Honda      | 0      | Col·lisió        | 6           |       |
| Font: |    |                    |                       |        |                  |             |       |

## Resultats de la cursa
La cursa es va celebrar el dia 12 de setembre.
| Pos                                                                         | No | Pilot              | Constructor           | Voltes | Temps / Retirada | Pos.Sortida | Punts |
| --------------------------------------------------------------------------- | -- | ------------------ | --------------------- | ------ | ---------------- | ----------- | ----- |
| 1                                                                           | 3  | Daniel Ricciardo   | McLaren-Mercedes      | 53     | 1:21:54.365      | 2           | 261   |
| 2                                                                           | 4  | Lando Norris       | McLaren-Mercedes      | 53     | +1.747           | 3           | 18    |
| 3                                                                           | 77 | Valtteri Bottas    | Mercedes              | 53     | +4.921           | 192         | 15    |
| 4                                                                           | 16 | Charles Leclerc    | Ferrari               | 53     | +7.309           | 5           | 12    |
| 5                                                                           | 11 | Sergio Pérez       | Red Bull-Honda        | 53     | +8.7233          | 8           | 10    |
| 6                                                                           | 55 | Carlos Sainz Jr.   | Ferrari               | 53     | +10.535          | 6           | 8     |
| 7                                                                           | 18 | Lance Stroll       | Aston Martin-Mercedes | 53     | +15.804          | 9           | 6     |
| 8                                                                           | 14 | Fernando Alonso    | Alpine-Renault        | 53     | +17.201          | 10          | 4     |
| 9                                                                           | 63 | George Russell     | Williams-Mercedes     | 53     | +19.742          | 14          | 2     |
| 10                                                                          | 31 | Esteban Ocon       | Alpine-Renault        | 53     | +20.868          | 12          | 1     |
| 11                                                                          | 6  | Nicholas Latifi    | Williams-Mercedes     | 53     | +23.743          | 13          |       |
| 12                                                                          | 5  | Sebastian Vettel   | Aston Martin-Mercedes | 53     | +24.621          | 11          |       |
| 13                                                                          | 99 | Antonio Giovinazzi | Alfa Romeo-Ferrari    | 53     | +27.216          | 7           |       |
| 14                                                                          | 88 | Robert Kubica      | Alfa Romeo-Ferrari    | 53     | +29.769          | 17          |       |
| 15                                                                          | 47 | Mick Schumacher    | Haas-Ferrari          | 53     | +51.088          | 18          |       |
| Ret                                                                         | 9  | Nikita Mazepin     | Haas-Ferrari          | 41     | Motor            | 16          |       |
| Ret                                                                         | 44 | Lewis Hamilton     | Mercedes              | 70     | Col·lisió        | 4           |       |
| Ret                                                                         | 33 | Max Verstappen     | Red Bull-Honda        | 70     | Col·lisió        | 1           |       |
| Ret                                                                         | 10 | Pierre Gasly       | AlphaTauri-Honda      | 69     | Motor            | PL          |       |
| Ret                                                                         | 22 | Yuki Tsunoda       | AlphaTauri-Honda      | 48     | No va llargar    | 15          |       |
| Volta ràpida: Daniel Ricciardo (McLaren-Mercedes) – 1:24.812 (en el lap 53) |    |                    |                       |        |                  |             |       |
| Font:                                                                       |    |                    |                       |        |                  |             |       |

Notes
- ^1  – Inclòs 1 punt extra per la volta ràpida.
- ^2  – Valtteri Bottas llargò del penúltim lloc per canviar els elements de la unitat de potència del motor.
- ^3  – Sergio Pérez va finalitzar en tercer, més recebeix una penalització de cinc segons per deixar la pista i guanyar avantatge.
- El pilot australià Daniel Ricciardo torna a guanyar un gran premi després de 3 anys, des del GP de Mònaco del 2018.
- L'equip anglèsa McLaren torna a guanyar un gran premi després de 9 anys, sent el darrer triomf el GP del Brasil del 2012.
- El pilot anglès Lewis Hamilton va abandonar una cursa per primera vegada des del GP d'Àustria del 2018.

## Classificació després de la cursa
| Pos. | Pilot           | Punts | Canvis |
| ---- | --------------- | ----- | ------ |
| 1    | Max Verstappen  | 226.5 | =      |
| 2    | Lewis Hamilton  | 221.5 | =      |
| 3    | Valtteri Bottas | 141   | =      |
| 4    | Lando Norris    | 132   | =      |
| 5    | Sergio Pérez    | 118   | =      |

| Pos. | Constructor      | Punts | Canvis |
| ---- | ---------------- | ----- | ------ |
| 1    | Mercedes         | 362.5 | =      |
| 2    | Red Bull-Honda   | 344.5 | =      |
| 3    | McLaren-Mercedes | 215   | 1      |
| 4    | Ferrari          | 201.5 | 1      |
| 5    | Alpine-Renault   | 95    | =      |